# Mylo (miejscowość)
Mylo – miasto w Stanach Zjednoczonych, w stanie Dakota Północna, w hrabstwie Rolette.